# Paragonalia sanguinicollis
Paragonalia sanguinicollis är en insektsart som beskrevs av Pierre André Latreille 1811. Paragonalia sanguinicollis ingår i släktet Paragonalia och familjen dvärgstritar. Inga underarter finns listade i Catalogue of Life.